# گمینا بابیتسه
گمینا بابیتسه (به لهستانی:  Gmina Babice) یک گمینا در لهستان است که در شهرستان خژانوف واقع شده‌است. گمینا بابیتسه ۵۴٫۴۷ کیلومتر مربع مساحت و ۸٬۸۰۳ نفر جمعیت دارد.